# Моншик
Моншик (порт. Ilhéu do Monchique) је острвце и најзападнија тачка Европе и Португалије. Налази се на 39°29' сгш и 31°16' згд.

## Географија
Острво је стеновито, тачније изграђено од базалта и издиже се четрдесет до педесет метара изнад површине Атлантског океана. Припада архипелагу Азорских острва. У прошлости је било веома важан оријентир за морепловце који путују Атлантиком. Стрме обале су дом за неке врсте алги и мекушаца.